# Ramzi Charef
Ramzi Charef (en arabe : رمزي شارف), né le 17 janvier 1994 en Algérie, est un handballeur international algérien.

## Palmarès

### En équipe d'Algérie
Championnat d'Afrique
- 5e place au Championnat d'Afrique  2022 ( Égypte)

Jeux africains
- 4e place aux Jeux africains 2019